# Constantino Céfalas
Constantino Céfalas, por lo que sabemos a partir de su cita en la Antología Palatina, fue probablemente protopapa de Constantinopla, o quizá alto funcionario eclesiástico, en el año 917. La mayoría de los paleógrafos lo datan en el siglo X, si bien algunos lo enmarcan en el XI.

## Obras
Es conocido por haber elaborado una antología de epigramas, pequeños poemas de tradición helenística, que aunque se ha perdido fue una de las bases de la Antología Planudea y la Antología Palatina, y gracias a la cual numerosos epigramas -más de 700- se han conservado hasta nuestros días. Tal antología la compuso, seguramente, en torno al año 900 o incluso antes, siendo maestro ayudante en la Escuela de la Nueva Iglesia de Gregorio el Maestro, de quien heredó el gusto por los epigramas. Para componer su antología, entre otras fuentes, Céfalas se basó en la Corona, obra de Meleagro de Gádara.